# La Maison Blanche

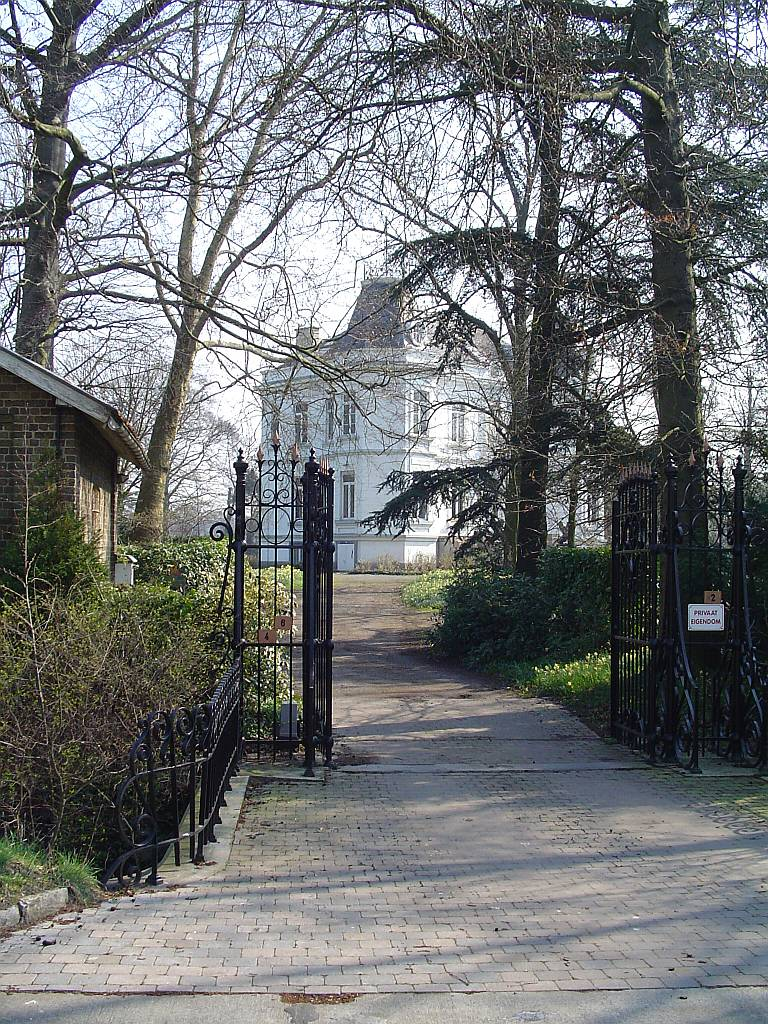
La Maison Blanche

La Maison Blanche is een kasteeltje in de Henri Storystraat 2-4 en 8 in Mariakerke, sinds 1977 een deelgemeente van Gent.

## Geschiedenis
Omstreeks 1600 stond op deze plaats een boerderij of kasteeltje dat in 1860 werd aangekocht door Isidoor Verhaeghe die bankier was. Deze liet het kasteeltje slopen en een nieuw bouwen. Later werd dit bezit van de familie Story.

## Gebouw
Het betreft een wit gebouw dat geflankeerd wordt door twee zeskante hoektorentjes. Deze hebben afgeknotte kegelvormige spitsen voorzien van vorstkammen.

## Park
Het kasteeltje is gelegen in een deels omgracht park in landschapsstijl, met daarin een langgerekte vijver in serpentinevorm waarover twee bruggetjes. In het park zijn enkele dienstgebouwen, een oranjerie en een -tijdens de Tweede Wereldoorlog gebouwde- bunker.